# Вірджиліо Левратто
Вірджиліо Феліче Левратто (італ. Virgilio Felice Levratto; 26 жовтня 1904, Каркаре — 30 червня 1968, Генуя) — італійський футболіст, що грав на позиції нападника. По завершенні ігрової кар'єри — тренер. Виступав за національну збірну Італії.
Володар кубка Італії.

## Клубна кар'єра
Вихованець юнацької команди клубу «Вадо».
У дорослому футболі дебютував 1919 року виступами за команду клубу «Вадо», в якій провів п'ять сезонів, взявши участь у 50 матчах чемпіонату. За цей час виборов титул володаря Кубка Італії.
Протягом 1924—1925 років захищав кольори команди клубу «Верона».
Своєю грою за останню команду привернув увагу представників тренерського штабу клубу «Дженова 1893», до складу якого приєднався 1925 року. Відіграв за генуезький клуб наступні сім сезонів ігрової кар'єри. Більшість часу, проведеного у складі «Дженови», був основним гравцем атакувальної ланки команди.
1932 року уклав контракт з клубом «Амброзіана-Інтер», у складі якого провів наступні два роки своєї кар'єри гравця. Граючи у складі «Амброзіани-Інтера» також здебільшого виходив на поле в основному складі команди. В новому клубі був серед найкращих голеодорів, відзначаючись забитим голом в середньому щонайменше у кожній третій грі чемпіонату.
З 1934 року два сезони захищав кольори команди клубу «Лаціо». Тренерським штабом нового клубу також розглядався як гравець «основи».
Згодом з 1936 по 1941 рік грав у складі команд клубів «Савона» та «Стабія».
Завершив професійну ігрову кар'єру у клубі «Кавезе», за команду якого виступав протягом 1941—1942 років.

## Виступи за збірну
1924 року дебютував в офіційних матчах у складі національної збірної Італії. Протягом кар'єри у національній команді, яка тривала 5 років, провів у формі головної команди країни 28 матчів, забивши 11 голів.
У складі збірної був учасником футбольного турніру на Олімпійських іграх 1924 року у Парижі, футбольного турніру на Олімпійських іграх 1928 року в Амстердамі, на якому команда здобула бронзові нагороди.

## Кар'єра тренера
Розпочав тренерську кар'єру, ще продовжуючи грати на полі, 1936 року, очоливши тренерський штаб клубу «Савона».
В подальшому очолював команди клубів «Кавезе», «Стабія», «Коллеферро», «Ріуніте Мессіна», «Арсенале Мессіна», «Лечче», «Фінале Лігуре» та «Кунео», а також входив до тренерського штабу клубу «Фіорентина».
Останнім місцем тренерської роботи був клуб «Нолезе», головним тренером команди якого Вірджиліо Левратто був з 1965 по 1968 рік.
| Дата       | Місто     | Господарі      | Результат  | Гості          | Турнір                       | Голи | Примітки  |
| ---------- | --------- | -------------- | ---------- | -------------- | ---------------------------- | ---- | --------- |
| 25/05/1924 | Париж     | Італія         | 1 – 0      | Іспанія        | ОІ 1924                      | -    |           |
| 29/05/1924 | Париж     | Люксембург     | 0 – 2      | Італія         | ОІ 1924                      | -    |           |
| 02/06/1924 | Париж     | Швейцарія      | 2 – 1      | Італія         | ОІ 1924 - чвертьфінал        | -    |           |
| 16/11/1924 | Мілан     | Італія         | 2 – 2      | Швеція         | товариський матч             | -    |           |
| 23/11/1924 | Дуйсбург  | Німеччини      | 0 – 1      | Італія         | товариський матч             | -    |           |
| 18/01/1925 | Мілан     | Італія         | 1 – 2      | Угорщина       | товариський матч             | -    |           |
| 22/03/1925 | Турин     | Італія         | 7 – 0      | Франція        | товариський матч             | 2    |           |
| 09/05/1926 | Мілан     | Італія         | 3 – 2      | Швейцарія      | товариський матч             | -    |           |
| 18/07/1926 | Стокгольм | Швеція         | 5 – 3      | Італія         | товариський матч             | 2    |           |
| 28/10/1926 | Прага     | Чехословаччина | 3 – 1      | Італія         | товариський матч             | 1    |           |
| 30/01/1927 | Женева    | Швейцарія      | 1 – 5      | Італія         | товариський матч             | -    |           |
| 20/02/1927 | Мілан     | Італія         | 2 – 2      | Чехословаччина | товариський матч             | -    |           |
| 17/04/1927 | Турин     | Італія         | 3 – 1      | Португалія     | товариський матч             | 2    |           |
| 24/04/1927 | Париж     | Франція        | 3 – 3      | Італія         | товариський матч             | -    |           |
| 29/05/1927 | Болонья   | Італія         | 2 – 0      | Іспанія        | товариський матч             | -    |           |
| 23/10/1927 | Прага     | Чехословаччина | 2 – 2      | Італія         | Кубок Центральної Європи     | -    |           |
| 06/11/1927 | Болонья   | Італія         | 0 – 1      | Австрія        | Кубок Центральної Європи     | -    |           |
| 01/01/1928 | Генуя     | Італія         | 3 – 2      | Швейцарія      | Кубок Центральної Європи     | -    |           |
| 25/03/1928 | Рим       | Італія         | 4 – 3      | Угорщина       | Кубок Центральної Європи     | -    |           |
| 15/04/1928 | Порту     | Португалія     | 4 – 1      | Італія         | товариський матч             | -    |           |
| 22/04/1928 | Хіхон     | Іспанія        | 1 – 1      | Італія         | товариський матч             | -    |           |
| 29/05/1928 | Амстердам | Франція        | 3 – 4      | Італія         | ОІ 1928 - перший етап        | 1    |           |
| 01/06/1928 | Амстердам | Іспанія        | 1 – 1 д.ч. | Італія         | ОІ 1928 - чвертьфінал        | -    |           |
| 04/06/1928 | Амстердам | Іспанія        | 1 – 7      | Італія         | ОІ 1928 - чвертьфінал        | 2    |           |
| 07/06/1928 | Амстердам | Уругвай        | 3 – 2      | Італія         | ОІ 1928 - півфінал           | 1    |           |
| 09/06/1928 | Амстердам | Єгипет         | 3 – 11     | Італія         | ОІ 1928 - матч за 3-тє місце | -    | 3-є місце |
| 14/10/1928 | Цюрих     | Швейцарія      | 2 – 3      | Італія         | Кубок Центральної Європи     | -    |           |
| 02/12/1928 | Мілан     | Італія         | 3 – 2      | Нідерланди     | товариський матч             | -    |           |
| Усього     |           | Матчів         | 28         |                | Голів (28 місце)             | 11   |           |

## Досягнення
- Володар кубка Італії:

«Вадо»: 1922
- Бронзовий олімпійський призер: 1928